# پتار دیمیتروف
پتار دیمیتروف (بلغاری: Петър Димитров؛ زادهٔ ۲۸ فوریهٔ ۱۹۸۲) بازیکن فوتبال اهل بلغارستان است.
از باشگاه‌هایی که در آن بازی کرده است می‌توان به باشگاه فوتبال لوکوموتیو صوفیه و باشگاه فوتبال زسکا صوفیه اشاره کرد.